# Sprawa Kramerów
Sprawa Kramerów (ang. Kramer vs. Kramer) – amerykański dramat sądowy z 1979 roku w reżyserii Roberta Bentona, zrealizowany na podstawie powieści Avery’ego Cormana. Zdjęcia kręcono w Nowym Jorku. Film opowiada o rozwodzie i jego wpływie na rodzinę, a przede wszystkim na syna głównej pary. 
Obraz otrzymał Złoty Glob dla najlepszego filmu dramatycznego oraz pięć Oscarów, w tym za najlepszy film roku.

## Obsada
- Dustin Hoffman – Ted Kramer
- Meryl Streep – Joanna Kramer
- Justin Henry – Billy Kramer
- Jane Alexander – Margaret Phelps
- Petra King – Petie Phelps
- Melissa Morell – Kim Phelps
- Howard Duff – John Shaunessy
- George Coe – Jim O’Connor
- JoBeth Williams – Phyllis Bernard
- Howland Chamberlain – sędzia Atkins
- Dan Tyra – urzędnik sądowy

## Nagrody Akademii Filmowej
Nagrody
- Najlepszy film
- Najlepszy reżyser
- Najlepszy scenariusz adaptowany
- Najlepszy aktor pierwszoplanowy – Dustin Hoffman
- Najlepsza aktorka drugoplanowa – Meryl Streep

Nominacje
- Najlepszy aktor drugoplanowy – Justin Henry
- Najlepsza aktorka drugoplanowa – Jane Alexander
- Najlepsze zdjęcia
- Najlepszy montaż